# بويد مارشال
بويد مارشال (بالإنجليزية: Boyd Marshall)‏ هو ممثل أمريكي، ولد في 22 يونيو 1884 في الولايات المتحدة، وتوفي في 10 نوفمبر 1950 بكوينز في الولايات المتحدة.

## وصلات خارجية
- بويد مارشال على موقع IMDb (الإنجليزية)
- بويد مارشال على موقع أول موفي (الإنجليزية)
- بويد مارشال على موقع قاعدة بيانات برودواي على الإنترنت (الإنجليزية)
- بويد مارشال على موقع قاعدة بيانات الفيلم (الإنجليزية)
- بويد مارشال على موقع كينوبويسك (الروسية)